# The Eye of the Storm
The Eye of the Storm é um filme de drama australiano dirigido por Fred Schepisi. É uma adaptação do romance de Patrick White de 1973 com o mesmo nome. É estrelado por Geoffrey Rush, Charlotte Rampling e Judy Davis.

## Elenco
- Geoffrey Rush como Basil Hunter
- Charlotte Rampling como Elizabeth Hunter
- Judy Davis como Dorothy de Lascabanes
- John Gaden como Arnold Wyburd
- Robyn Nevin como Lal
- Helen Morse como Lotte
- Colin Friels como Athol Shreve
- Dustin Clare como Col
- Elizabeth Alexander como Cherry Cheesman
- Maria Theodorakis como Mary DeSantis
- Alexandra Schepisi como Flora
- Laurent Boulanger  como garçom francês[2]

## Prêmios e indicações
O filme ganhou o prêmio da crítica de melhor longa-metragem australiano no Festival Internacional de Cinema de Melbourne de 2011.